# Combiné nordique aux championnats du monde de ski nordique 1933
Pour un article plus général, voir Championnats du monde de ski nordique 1933.
Navigation
1931 1934
L'épreuve du combiné nordique des championnats du monde de ski nordique 1933 s'est déroulée à Innsbruck (Autriche) le 8 février 1933. Lors de cette épreuve, Harald Bosio a remporté la première médaille autrichienne aux Championnats du monde de ski nordique.

## Palmarès
| Date           | Lieu      | Course                  | Or            | Argent         | Bronze       |
| -------------- | --------- | ----------------------- | ------------- | -------------- | ------------ |
| 8 février 1933 | Innsbruck | Tremplin normal / 18 km | Sven Selånger | Antonín Bartoň | Harald Bosio |

## Classement final
| Rang   | Athlètes           | Nationalité     | Points |
| ------ | ------------------ | --------------- | ------ |
| Or     | Sven Selånger      | Suède           | 454,1  |
| Argent | Antonín Bartoň     | Tchécoslovaquie | 422,0  |
| Bronze | Harald Bosio       | Autriche        | 415,0  |
| 4.     | Gustl Müller       | Allemagne       | 413,9  |
| 5.     | Ernst Feuz         | Suisse          | 412,9  |
| 6.     | Stanisław Marusarz | Pologne         | 409,4  |

## Tableau des médailles
| #  | Nation          | Or | Argent | Bronze | Total |
| -- | --------------- | -- | ------ | ------ | ----- |
| 1. | Suède           | 1  | 0      | 0      | 1     |
| 2. | Tchécoslovaquie | 0  | 1      | 0      | 1     |
| 3. | Autriche        | 0  | 0      | 1      | 1     |